# Кобриш
Кобриш (порт. Ribeira de Cobres) — река в Португалии, в округе Бежа. Правый приток реки Тержиш. Площадь водосборного бассейна — 1156 км². Среднегодовой расход воды — 165,9 гм³. Максимум стока приходится на период с ноября по март.
Начинается к югу от посёлка Алмодавар, течёт на север по плато Кампо-де-Орики, затем поворачивает на северо-восток. Протекает мимо деревень Сан-Маркуш-да-Атабуэйра, Малаган, Корти-ди-Кобриш. Впадает в Тержиш у Вали-ди-Кампелуш.
Основной приток — Мария-Делгада — впадает слева.